# Tomasz Wąs
Tomasz Wąs, także Wąż (zm. ok. 1580) – polski papiernik działający w Lublinie.

## Życiorys
Bliższe szczegóły biograficzne na temat Tomasza Wąsa nie są znane. Przypuszczalnie pochodził z okolic Krakowa. Po osiedleniu się na ziemi lubelskiej ożenił się z córką pierwszego miejscowego papiernika Jana Fajfera. Krótko po 1560 przejął zakład Fajfera, zniszczony wskutek pożaru; zbieżność dat wspomnianego pożaru oraz przejęcia zakładu przez nowego dzierżawcę pozwala przypuszczać, że Fajfer poniósł śmierć właśnie wskutek katastrofy. Tomasz Wąs niezwłocznie przystąpił do odbudowy papierni. Po zakończeniu prac zwrócił się do starosty lubelskiego Jana Baptysty Tęczyńskiego o powołanie specjalnej komisji w celu oszacowania jego wkładu w odbudowę i rozbudowę zakładu. Koszty, wycenione na 2200 florenów, zatwierdzone zostały przywilejem królewskim z 15 kwietnia 1565; przywilej ten potwierdził także wysokość czynszu odprowadzanego do skarbu królewskiego, który pozostał w wysokości płaconej wcześniej przez Jana Fajfera – 20 grzywien w gotówce i 2 ryzy papieru na rzecz zamku w Lublinie. Na nowego dzierżawcę nałożono wprawdzie dodatkowe obciążenie o 2 ryzy, ale wiązało się to z zagospodarowaniem przez niego dodatkowo obszaru pół łanu ogrodu.
Według opisu zawartego w przywileju królewskim, papiernia Wąsa w 1565 składała się z dwóch budynków murowanych oraz dwóch budynków drewnianych (na potrzeby gospodarcze). Budynki, otoczone parkanem, były pokryte dachówką i zostały oceniono jako solidne. Na wysokim poziomie było również wyposażenie zakładu, młyn papierniczy lubelski należał do największych w Polsce i posiadał cztery koła stępne. W kolejnych latach Wąs rozbudowywał zakład, a lata jego dzierżawy należały do najświetniejszych w historii lubelskiej papierni. Wąsowi udało się rychło spłacić siostrę żony, poszerzyć ogród o kolejne pół łanu, a także uzyskać przywilej na prowadzenie warzelni i sprzedaż piwa podróżującym traktem lwowskim.
Papier produkowany w zakładzie Wąsa opatrzony był najpewniej znakiem wodnym z herbem dziedzicznych starostów lubelskich Tęczyńskich – Topór. Komplikuje to identyfikację, jako że taki sam znak wodny widniał na papierze produkowanym w prywatnej papierni Tęczyńskich w Krzeszowicach.
W 1569, w związku z obradującym w Lublinie sejmem walnym, Wąs uzyskał kolejny przywilej królewski, na podstawie którego otrzymał wraz z żoną dożywocie na papierni. Zmarł około 1580. Papiernię przejęła wdowa Elżbieta, która była adresatką przywileju króla Stefana Batorego z 1584, a potem syn Adam Wąsowicz. 